# Naszály
Naszály è un comune dell'Ungheria di 2.263 abitanti (dati 2001). È situato nella contea di Komárom-Esztergom, nell'Ungheria settentrionale.